# 肺気腫
肺気腫（はいきしゅ、Pulmonary emphysema）は、閉塞性肺疾患の一種で肺胞壁の破壊的変化を伴う疾患である。気道や終末細気管支から末梢にかけての含気区域が異常に拡大する病態を示し、中年以降の男性に多く発症し、過度の喫煙との関係が深いとする説がある。日本の成人男性の喫煙率は低下しているが、肺気腫は近年増加傾向にある。これは、喫煙することが男性の常識となっていた世代が発症しやすい年齢を迎えていると考えられる為、喫煙説との矛盾はない。ただしあくまでも仮説の一つである事は記しておく。
なお、進行は緩慢ではあるが、放置するとさらに肺性心に移行する。まれに肺気腫がさらに拡張しブラと呼ばれる状態になり、さらに重篤な呼吸器機能障害に陥る事もある。

## 原因
- 加齢 - 中年以降に多く発症
- 過度の喫煙 - 受動喫煙を含む
- 性別 - 男2.5：女1の割合
- 大気汚染・有毒ガス…カドミウム等で確認
- 急減圧

また、慢性気管支炎との関係も疑われている。

## 症状
- 主訴 - 咳、痰、運動時の息切れ、喘鳴、動悸、浮腫等が見られる。
- 身体所見 - 呼気性の呼吸困難からのチアノーゼを呈し、不安感や意識障害を併発することもある。聴診ではラ音、鼓音（過共鳴音）を、視診ではビア樽状胸郭やばち指を診る。気管短縮(short trachea)、胸鎖乳突筋の肥大もみられる。

上述の症状により嚥下障害が起こる場合や食欲不振（神経性無食欲症なのかどうかまでは不明)による栄養失調により体重減少が起こる場合もある。体重減少が重症化すると起き上がれない程までに体力が落ちてしまう為、寝たきりの状態に近くなる。

## 検査
- 胸部X線検査 - ビア樽状胸郭を反映した胸郭の変型像、肺の過膨張のため滴状心、肺肝境界低下（横隔膜低位、胸郭低位）や肺胞壁の破壊のため肺野のX線透過性の増加、肺血管陰影の薄消等がみられる。
- 気管支造影検査 - 肺胞の破壊像が全体的に見られる。また、末梢気管支拡張像も見られる。
- 呼吸機能検査 - 閉塞性肺疾患の特徴でもある1秒量・1秒率の低下や残気量の増加が見られる。また、動脈血の酸素分圧の低下と、しばしば炭酸ガス分圧の増加を伴う。
- 胸部CT - 肺野に数mm大の気腫病変が多数確認される。

## 治療
壊れた肺胞を修復することは難しく、対症療法と保存療法が主である。
- 転地・転職（地域・職業的原因）、禁煙等の原因除去若しくは対策
- 感染予防・治療（鎮咳・去痰等）の気道浄化
- 気管支拡張剤投与による気道攣縮の除去
- 間欠性陽圧呼吸器の使用による呼吸不全改善
- 腹式呼吸の強化運動による換気運動の是正
- 在宅酸素療法による慢性的な呼吸不全の解消
- 食事療法による嚥下機能の改善並びに補佐
- 胃瘻並びに経口栄養法による栄養補給と嚥下能力の補佐
- 点滴静脈注射による水分補給や栄養補給の補佐
- 高カロリー輸液による栄養不足の解消(アレルギー等によっては使えない)
- 生体肺移植